# Netelia foersteri
Netelia foersteri là một loài tò vò trong họ Ichneumonidae.